# Lucien Storme
Lucien Storme fue un ciclista belga, nacido el 18 de julio de 1916 en Neuve-Église y fallecido el 10 de abril de 1945. Considerado una de las grandes promesas del ciclismo belga, ganó la París-Roubaix en 1938. participó en su primer Tour de Francia al año siguiente donde tuvo que abandonar a pesar de ganar una etapa.
Miembro de la resistencia belga, fue hecho prisionero de guerra en 1942 por los alemanes. Fue enviado al campo de Siegburg. Todavía estaba vivo el 10 de abril de 1945, día de la liberación de este campo de concentración por los americanos. En la confusión de la liberación, Lucien Storme, a los 28 años, murió por error debido a balas americanas.

## Palmarés
1935
- 1 etapa de la París-Saint-Étienne

1938
- París-Roubaix

1939
- 1 etapa del Tour de Francia

## Resultados en las grandes vueltas
| Carrera         | 1938 | 1939 | 1940 |
| --------------- | ---- | ---- | ---- |
| Giro de Italia  | -    | -    | -    |
| Tour de Francia | -    | Ab.  | -    |
| Vuelta a España | -    | -    | -    |
| Mundial en Ruta | -    | -    | -    |